# Úlf Óspaksson
Úlf Óspaksson (nórdico antiguo: Úlfr stallari Óspaksson, m. 1066) fue un caudillo vikingo de origen islandés que llegó a ser la mano derecha y stallari (mariscal) de Harald III de Noruega. Aparece citado en Morkinskinna y en Heimskringla le menciona como un hombre sabio, elocuente, gran caudillo y honesto. Nieto de Ósvífur el Sabio, acompañó a Norðbrikt (más tarde Harald III) a Miklagard (Constantinopla) sirviendo como lugarteniente de Harald en la guardia varega. Participó en múltiples asedios e incursiones vikingas en Serkland (tierra de los sarracenos) y compartió prisión cuando el rey Harald fue encarcelado por Miguel V. Participó en la batalla de Niså, con su nave siempre flanqueando a su rey, cuando Harald regresó a Noruega para reclamar el trono. Por su especial afecto y servicio, el rey Harald le dio la mitad de un feudo y los derechos como lendmann, más doce marcos de plata como retribución.
Murió en la primavera de 1066 en su distrito de Trondheim, poco antes de la partida de Harald III a la conquista de Inglaterra; a pie de su sepulcro el rey recitó las últimas palabras para su más noble vasallo:
Aquí yace el hombre que me fue el más fiel y leal de todos.

## Herencia
Casó con Jorunn Thorbergsdotter (n. 1027), hija de Torberg Arnesson. Fruto de esa relación nacería un hijo, Jon den Staerke Ulfsson (apodado el Fuerte, n. 1055), padre de Erland himald Jonsson (n. 1087) que sería el padre del arzobispo de Trondheim, Eystein Erlandsson (1119 - 1188).